# 정전자
《도신 - 정전자》(賭博, God Of Gamblers)는 홍콩에서 제작된 왕정 감독의 1989년 액션, 코미디 영화이다. 주윤발 등이 주연으로 출연하였고 향화승 등이 제작에 참여하였다.

## 출연

### 주연
- 주윤발: 고진 / 초콜릿 역
- 유덕화: 도자이 역
- 장민: 쟈넷 역
- 왕조현: 제인 역

### 조연
- 용방: 고이 역
- 오맹달: 싱 형제 역
- 성규안: 카우 역
- 향화강: 룽우 / 드래곤 역
- 미치코 니시와키: 고춘의 야쿠자 상대 여자 역
- 시카무라 야스아키: 승산(우에야마) 역
- 포한림: 찬캄싱 역
- 양택림
- 진립
- 황빈
- 황신
- 진요광
- 녹촌
- 상관옥
- 진립풍

## 기타
- 프로듀서: 향화강
- 조연출: 임경륭
- 의상: 해중문
- 무술연출: 왕곤

## 수상
- 1990년 홍콩금상장영화제 남우주연상